# Willem Gerard Overbosch

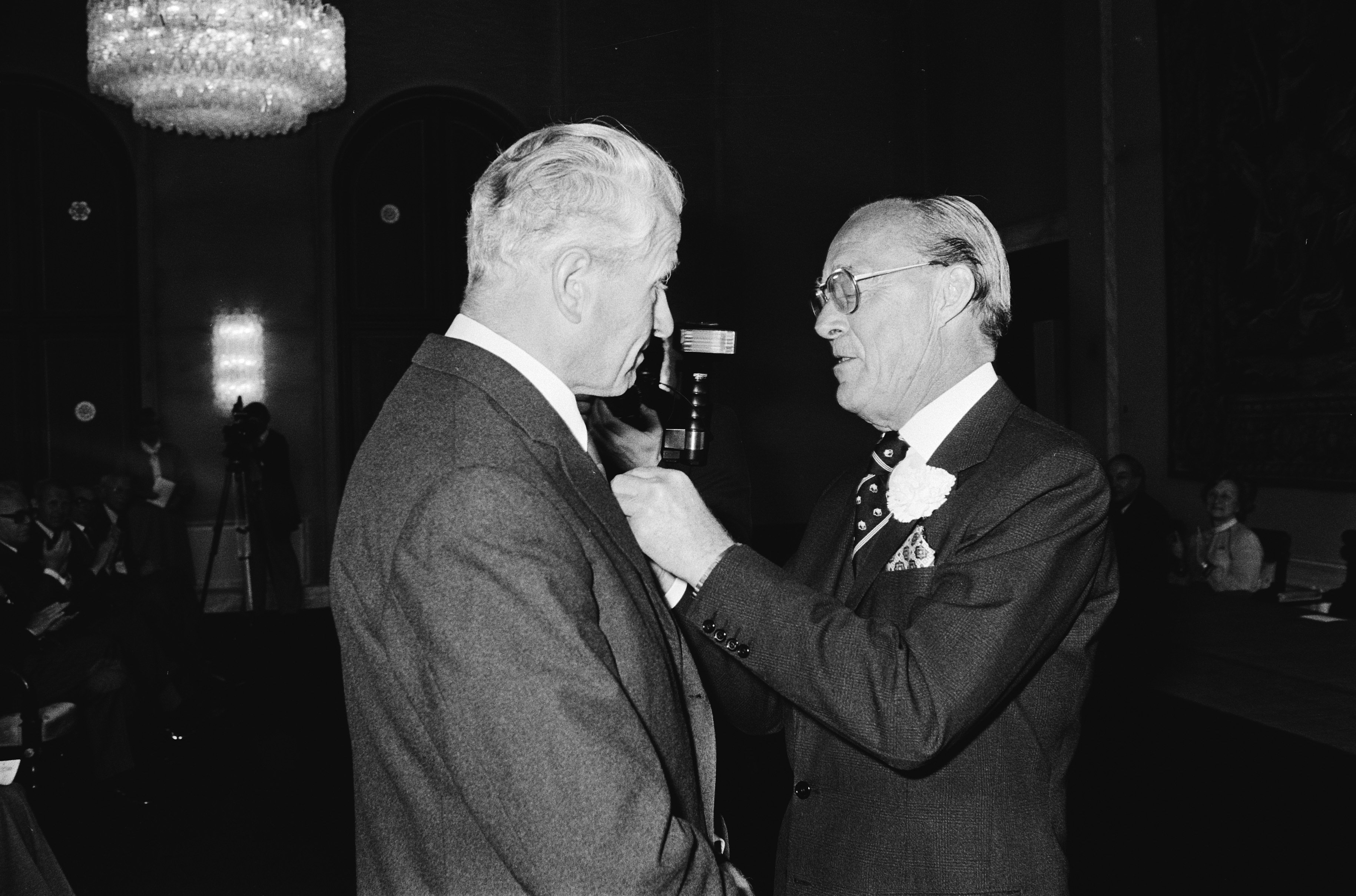
Overbosch krijgt Zilveren Anjer opgespeld, 1979

Willem Gerard (Tim) Overbosch (Leiden, 15 februari 1919 – Amsterdam, 30 januari 2001) was een Nederlandse theoloog en liturgiekenner. Gedurende zijn leven vervulde hij diverse predikantschappen en bestuursfuncties en leverde hij een belangrijke bijdrage aan de ontwikkeling van de kerkelijke liturgie.

## Biografie
Overbosch studeerde theologie in zijn geboortestad Leiden. Na zijn studie was hij hervormd hulppredikant in Leiden en Apeldoorn. In 1944 werd hij beroepen als predikant in Ressen. In 1948 werd hij predikant-directeur van Internaat Ruimzicht in Doetinchem. In 1949 werd hij predikant in Groot-Zuid, een wijk van Amsterdam, waar hij tot zijn emeritaat in 1989 bleef werken.
Naast zijn predikantschap was Overbosch actief in het bevorderen van kerkmuziek. Hij bekleedde de functie van voorzitter van de Van der Leeuw-stichting en was bestuurslid van de Interkerkelijke Stichting voor het Liedboek. Daarnaast diende hij als lid van de Hervormde Raad voor de Eredienst. Voor zijn inspanningen op het gebied van liturgie en kerklied kreeg hij in 1979 de Zilveren Anjer opgespeld.
Overbosch overleed op 30 januari 2001 in Amsterdam op 81-jarige leeftijd.
In 2013 werd zijn archief overgedragen aan het Historisch Documentatiecentrum voor het Nederlands Protestantisme (1800-heden) van de Vrije Universiteit Amsterdam.

## Onderscheidingen
- Ridder in de Orde van Oranje-Nassau, 1969
- Laurenspenning, 1978[7][8]
- Zilveren Anjer, 1979

- Gemeinsame Normdatei: 12724879X
- International Standard Name Identifier: 0000 0003 8552 725X
- Library of Congress Control Number: n90655111
- Nationale Bibliotheek van Tsjechië: jo20010086936
- Virtual International Authority File: 219089208